# Alice Oppenheim

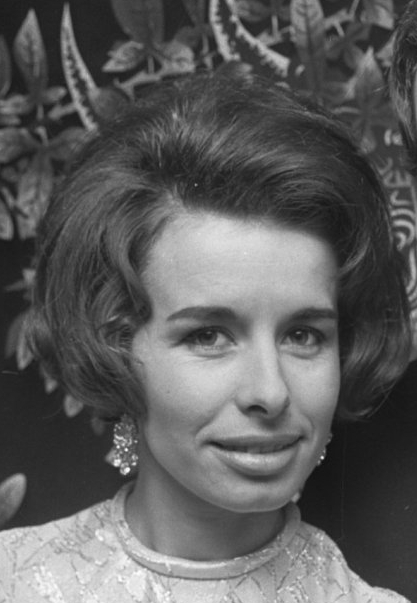
Alice Oppenheim in 1968

Alice Irene Frederika Oppenheim (Groningen, 6 augustus 1939) is een voormalig televisieomroepster die werkte voor de AVRO. Later was Oppenheim werkzaam als journaliste.

## Loopbaan
Oppenheim werkte in 1968 bij de afdeling Speciale Diensten van de KLM. Daarnaast trad zij regelmatig op in het toenmalige AVRO-radioprogramma voor de zieken 'De regenboog' van Joop Koopman, waar zij als stewardess dan iets vertelde over haar ervaringen.
 
Dit was voor de AVRO aanleiding haar te vragen te solliciteren als televisieomroepster voor de AVRO. Dat deed zij ook, omdat ze op het punt stond in het huwelijk te treden en omdat vrouwen in die tijd om die reden bij de KLM nog werden ontslagen.

In 1976 vond de AVRO-televisieleiding de toen 36-jarige Alice 'te oud'. Niettemin was zij het zelf die het initiatief nam om van de buis te verdwijnen. Ook maakte ze een einde aan haar werkzaamheden bij de AVRO-radio waar ze inmiddels meerdere programma's presenteerde, waaronder het goed beluisterde Jumbo-Set vanaf de luchthaven Schiphol en Slag bij Nieuwspoort uit politiek Den Haag.
In 1976 werd zij in vaste dienst als redactrice aangenomen bij Elsevier's Magazine. Daar maakte ze grote interviews met politici en captains of industry. Een door de directie in 1985 doorgevoerde wisseling van de politieke kleur van dat blad maakte een einde aan de positie van hoofdredacteur Ferry Hoogendijk en vrijwel de hele redactie werd ontslagen en vervangen, ook Oppenheim.
Tot ver in de jaren tachtig werkte ze als presentatrice bij onder andere Met het oog op morgen voor de NOS, en voor Kernpunt van de TROS. Ook maakte ze regelmatig de interviews voor de documentaires van Bob Uschi.
Sinds 1990 leverde ze bijdragen aan diverse week- en maandbladen, totdat ze werd geveld door de late gevolgen van een medische misser. Ze heeft jaren niet of nauwelijks kunnen lopen.

In 2007 en 2008 was Alice Oppenheim weer actief als researcher/redacteur voor het programma Vinger aan de Pols bij de AVRO.
Alice Oppenheim was getrouwd met Frank Minderaa (1938-2021), hoboïst bij het Residentie Orkest en het Residentie Bachorkest.

## Het omroepstersvak vanaf de jaren zestig
De omroepsters hadden twee vaste plekken in de Vitusstudio in Bussum. Nederland 1 kwam vanuit de kelder en voor Nederland 2 was er een eigen studio boven in het voormalige parochiehuis. De beelden werden in zwart-wit uitgezonden.
Na de grote brand in de Vitusstudio in 1971 verhuisden de omroepsters naar het grote omroepcomplex in Hilversum en kwamen ze in kleur in de huiskamers. De nu zo handige teleprompters bestonden toen nog niet en de soms lange lappen tekst moesten uit het blote hoofd en op een gezellige toon worden naverteld.